# Leucophora piliocularis
Leucophora piliocularis este o specie de muște din genul Leucophora, familia Anthomyiidae, descrisă de Feng în anul 1987. Conform Catalogue of Life specia Leucophora piliocularis nu are subspecii cunoscute.